# Endicott (Washington)
Endicott az Amerikai Egyesült Államok északnyugati részén, Washington állam Whitman megyéjében elhelyezkedő város. A 2010. évi népszámlálási adatok alapján 289 lakosa van.

## Történet
A település helyét 1882-ben jelölték ki; névadója William Endicott Jr. Endicott 1905. február 11-én kapott városi rangot.
A helység lakossága a mezőgazdaság gépesítése miatt 1920 óta folyamatosan csökken. Az 1950-es években számos kereskedés működött a városban, 2011-ben viszont már csak egy bolt tartott nyitva. Mivel a helyi gimnázium 1986-os évfolyamára egyetlen tanuló iratkozott be, az intézményt a következő évben bezárták.

## Éghajlat
| Hónap                         | Jan.  | Feb.  | Már.  | Ápr.  | Máj. | Jún. | Júl. | Aug. | Szep. | Okt.  | Nov.  | Dec.  | Év    |
| ----------------------------- | ----- | ----- | ----- | ----- | ---- | ---- | ---- | ---- | ----- | ----- | ----- | ----- | ----- |
| Rekord max. hőmérséklet (°C)  | 17,8  | 21,1  | 26,7  | 35,0  | 37,8 | 45,0 | 43,3 | 45,0 | 40,0  | 33,3  | 24,4  | 21,1  | 45,0  |
| Átlagos max. hőmérséklet (°C) | 3,9   | 7,8   | 12,8  | 17,2  | 21,7 | 26,7 | 32,2 | 31,1 | 25,6  | 17,8  | 8,3   | 2,8   | 17,4  |
| Átlagos min. hőmérséklet (°C) | −3,3  | −2,8  | −0,6  | 2,2   | 5,0  | 8,3  | 11,1 | 11,1 | 6,7   | 1,7   | −1,1  | −4,4  | 2,9   |
| Rekord min. hőmérséklet (°C)  | −33,9 | −33,9 | −18,0 | −12,8 | −7,2 | −2,8 | −0,6 | −2,2 | −9,4  | −16,1 | −30,0 | −36,7 | −36,7 |
| Átl. csapadékmennyiség (mm)   | 49    | 35    | 42    | 35    | 32   | 23   | 10   | 9    | 13    | 28    | 51    | 56    | 383   |
| Forrás: The Weather Channel   |       |       |       |       |      |      |      |      |       |       |       |       |       |

## Népesség
A 2010-es népszámláláskor a városnak 289 lakója, 141 háztartása és 77 családja volt. A népsűrűség 375,3 fő/km2. A lakóegységek száma 165, sűrűségük 214,3 db/km2. A lakosok 96,2%-a fehér,  3,1%-a indián,    0,7%-a pedig kettő vagy több etnikumú. A spanyol vagy latino származásúak aránya 1,7% (1,7% mexikói,   )
A háztartások 18,4%-ában élt 18 évnél fiatalabb. 41,8% házas, 9,2% egyedülálló nő, 3,5% egyedülálló férfi, 45,4% pedig nem család. 43,3% egyedül élt; 17,7%-uk 65 éves vagy idősebb. Egy háztartásban átlagosan 2,05 személy élt; a családok átlagmérete 2,81 fő.
A medián életkor 51 év volt. A város lakóinak 19%-a 18 évesnél fiatalabb, 4,8% 18 és 24 év közötti, 15,6%-uk 25 és 44 év közötti, 39,8%-uk 45 és 64 év közötti, 20,8%-uk pedig 65 éves vagy idősebb. A lakosok 47,4%-a férfi, 52,6%-a pedig nő.

## Híres személyek
- Mariana Klaveno – színésznő[10]
- Mike Lowry – Washington állam korábbi kormányzója[11]

## Fordítás
Ez a szócikk részben vagy egészben  az   Endicott, Washington című angol Wikipédia-szócikk ezen változatának fordításán alapul.  Az eredeti cikk szerkesztőit annak laptörténete sorolja fel. Ez a jelzés csupán a megfogalmazás eredetét és a szerzői jogokat jelzi, nem szolgál a cikkben szereplő információk forrásmegjelöléseként.